# 村上元吉 (政治家)
村上 元吉（むらかみ もときち、1878年（明治11年）10月11日 - 1941年（昭和16年）11月8日）は、日本の農業経営者、政治家。衆議院議員。

## 経歴
山形県で村上元次の長男として生まれる。早くから軍籍に入り、日露戦争に従軍した。
その後、北海道上川郡比布村に移住し、農牧畜業、製材業を営む。比布村長、同村会議員、北海道会議員、同副議長、同議長、北海道農会長、上川外四郡農会長、比布村農会長、北海道産業組合連合会理事、比布村産業組合長、上川郡近文東土功組合長、北海道工業振興会顧問などを歴任。また、立憲政友会北海道支部幹事を務めた。
1937年4月、第20回衆議院議員総選挙で北海道第二区から出馬し当選した林路一が1938年6月に病のため死去し、1939年6月の補欠選挙に出馬して当選。在任中の1941年11月に死去した。